# Vladia, Vaslui
Vladia este un sat în comuna Dragomirești din județul Vaslui, Moldova, România.

## Personalități
- Corneliu Bichineț, senator

 Acest articol despre o localitate din județul Vaslui este deocamdată un ciot. Puteți ajuta Wikipedia prin completarea lui.